# Jérôme-François Chantereau
Pour les articles homonymes, voir Chantereau.
Jérôme-François Chantereau est un peintre et graveur français, né en 1710 et mort en 1757.
Ses tableaux sont dans l'art de Jean-Baptiste Pater et des peintres des Pays-Bas, avec des thèmes souvent ruraux.
Ce peintre est également connu pour un duel de facture assez rocambolesque avec Joseph-Ferdinand Godefroy en avril 1741.

## Biographie
Si l'on en croit l'historien d'art américain Martin Eidelberg (en), une incertitude existe sur l'année de naissance. Il a pu naître vers 1700 ou même avant et non vers 1710, hypothèse la plus souvent retenue.
Au cours d'une jeunesse tumultueuse, il est soldat et reste ensuite très imprégné du métier des armes dans lequel il a excellé. En cela, il est considéré comme un bon bretteur, outre qu'il jure avec force, boit, coure les filles, toujours à court d'argent et dégaine facilement son épée. Certains le fuient, d'autres considèrent sans hostilité ce garçon, considéré comme haut en couleur.
Il peint de petits tableaux qui peuvent évoquer ceux de Jean-Baptiste Pater, des retours de chasse, des scènes rustiques, des paysages inspirés des Néerlandais (tels l'Aubade à Minet, le réveil du Savoyard...),. Monsieur La Live de Jully, mécène et amateur averti de peintures, lui achète des œuvres et les place en son cabinet, non loin de celles de Lancret et de Parrocel. Le financier Crozat et le comte de Tessin vont souvent le voir en son atelier et lui demandent des compositions dans le goût de Philips Wouwerman, de Rembrandt, de Cuyp[Lequel ?]. Chantereau n'est pas un peintre de génie et il s'adonne aussi à des copies qu'il vend fort bien.
Chantereau, une fois sa renommée établie (le détail de sa vie est peu connu), dispose d'un atelier rue Saint-Honoré à Paris. Il posséde aussi dans son atelier, qui est un véritable capharnaüm, une belle collection d'épées.
Mi-avril 1641, des toiles commandées par le roi du Danemark figurent également dans cet atelier. Plusieurs autres artistes de sa connaissance sont présents dans ce lieu avec lui pour contempler le résultat de cette commande, en particulier des membres de l'Académie de Saint-Luc (au sein de laquelle Jérôme-François Chantereau enseignera et sera enregistré en 1750).
En cet après-midi du 16 avril, ayant quitté son atelier, Chantereau s'en va prendre l'air puis se rend à un rendez-vous avec un Parrocel dans un cabaret de la rue Saint-Thomas-du-Louvre. Ayant passé la porte, il découvre une assistance conséquente accompagnant Parrocel. Plus loin, deux hommes discutent avec passion : Bolkmann, artiste et Godefroy, artiste peintre, également marchand de tableaux et restaurateur. Celui-ci tient une boutique bien achalandée (peintures italiennes, flamandes, hollandaises) en face de saint Germain l'Auxerrois. Godefroy tire facilement l'épée. Chantereau et Godefroy se connaissent depuis de longues années, si bien que ce dernier l'accueille au cabaret avec moult manifestations de chaleur et d'accolades un peu imbibées. Tous deux ont un tempérament de mégalomanes et n'hésitent pas à se disputer avec véhémence sur leur talent respectif, à qui serait supérieur à l'autre ! Toutefois les beuveries continuent et les convives quittent le cabaret, s'égayant, la nuit tombée dans les venelles parisiennes. Chantereau et Godefroy se trouvent seuls, toujours dans le feu de leurs discussions animées. Arrivés rue des Poulies, Parrocel, et les personnes qui l'accompagnent, entendent des rumeurs confuses et des cris. Ils trouvent Godefroy, les vêtements en désordre, couvert de sang, son épée à la main, soutenu par Chantereau. Puis Godefroy s'écroule, mort. Chantereau refuse toute explication. Ses amis le pressent d'échapper à la justice, il secoue la tête et reste immobile. « Ce n'est point de ma faute, Godefroy m'a forcé à mettre l'épée à la main, je ne fuirai pas, je resterai », dit-il. Il regarde le corps et dit : « pauvre ami ». Il se lève, se dirige vers Le Louvre, où il trouve refuge et reste prostré.
Un commissaire mène une enquête pour connaître le fin mot de ce duel. Il interroge des témoins et se fait son idée. Pour lui, les deux artistes et marchands ont tous deux le sang chaud. Godefroy le premier tire son épée, ne peut se maîtriser, Chantereau est contraint de faire de même, essaie de tempérer son adversaire mais se heurte à une obstination aveugle. Mais Chantereau, meilleur bretteur, touche une première fois. Chantereau tente de ramasser son épée, tous deux tombent... Mortellement blessé, Godefroy vacille et s'écroule sur Chantereau.
Le tout Paris tant artistique que populaire parle de ce duel funeste quand il ne s'indigne pas de pareilles mœurs. De puissantes interventions, plaidant sa cause, sauvent Chantereau de poursuites judiciaires. Entre cette journée de 1641 et le 7 décembre 1757, Chantereau travaille à ses nombreuses commandes.
Le scandale du duel éloigne quelques clients. Les institutions officielles évitent quelque temps de le solliciter. Néanmoins son atelier demeure prospère. Sans que l'on sache comment et pourquoi, il meurt le 7 décembre 1757.